# Aspidoscelis arizonae
Aspidoscelis arizonae là một loài thằn lằn trong họ Teiidae. Loài này được Van Denburgh mô tả khoa học đầu tiên năm 1896.

## Hình ảnh

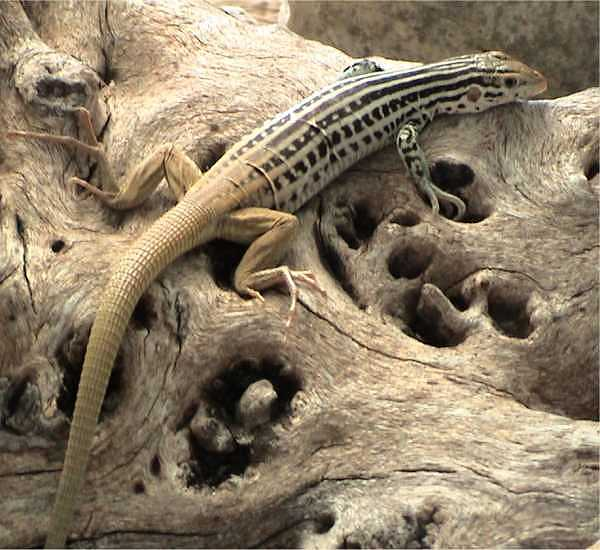